# Isabel Bono
Isabel Bono (Málaga, 10 de noviembre de 1964) es una poeta y narradora española.

## Biografía
Isabel Bono nació en Málaga en 1964 y, según ha confesado, escribe relatos desde la infancia motivada por unos cuentos que su padre le traía al volver del trabajo. Los poemas llegaron por casualidad. Se matriculó en Económicas, pero acabó estudiando Estilismo y coordinación de moda.
Entre sus poemarios publicados cabría destacar Los días felices (2003), Poemas reunidos Geyper (2009), Pan comido (2011), Cahier (2014) y Lo seco (2017).
Su obra poética ha sido recogida en diversas obras colectivas. Debutó en "Sur Cultural" La joven poesía malagueña (1987), y aparece en numerosas antologías: Con & Versos (Poesía Andaluza del siglo XXI) (2014), Tras(lúcidas) (2017) y Bajo el signo de Atenea (2017) por nombrar algunas .
En 2002 recibió el I Premio de poesía León Felipe por Los días felices, y en 2016 el Premio de novela Café Gijón por Una casa en Bleturge, su (casi) primera incursión en la novela.

## Obras
- Mensajes (plaquette) Cuadernos de MªEugenia. Málaga, 1988.
- El intruso (plaquette) Col. Plaza de la marina. Málaga, 1989.
- Contra todo pronóstico La factoría valenciana. Valencia, 1996.
- Hombre lento Col. Llama de amor viva. Málaga, 1996.
- Petit Cahier 6/105 Media vaca. Valencia, 1997.
- Señales de vida, El Gato Gris. Valladolid, 1999.
- Ciego Montero, ¿dónde te metes? (novela corta) Col. Monosabio, Ayuntamiento de Málaga. Málaga, 2002.
- Los días felices, Ed. CELYA. Salamanca, 2003.[6]
- Entre caimanes, Ediciones del 4 de agosto. Logroño, 2006.
- La espuma de las noches (sueños 1995-2005), Col. Puerta del Mar. Málaga, 2006.
- Mi padre, Col. Aullido Libros. Punta Umbría, 2008.
- Días impares, Ed. Polibea. Madrid, 2008.
- Poemas reunidos Geyper, Ed. Eppur. Málaga, 2009.
- Ahora, PUZ. Zaragoza, 2010.
- Maomegean, Ediciones del 4 de agosto. Logroño, 2010.[7]
- Algo de invierno, Ed. Luces de Gálibo. Girona-Málaga, 2011.
- Pan comido, Ed. Bartleby. Madrid, 2011.[8][9]
- Brazos, piernas, cielo, Ed. Baile del Sol. Tenerife, 2012.[10]
- Hojas secas mojadas, Ed. Isla de Siltolá. Sevilla, 2013.[11]
- Cahier, Ed. Baile del Sol. Tenerife, 2014.
- Sukút, Ediciones Imperdonables. Málaga, 2014.
- Te cuento: El patito feo (cuento). Ed. Alkibla. Pamplona, 2015.
- Hielo seco, Ed. Isla de Siltolá. Sevilla, 2015.[12]
- Una casa en Bleturge (novela), Ed. Siruela. Madrid, 2017.
- De otra vida, (con Federico del Barrio) Ed. Luces de Gálibo. Girona-Málaga, 2017.
- La canción de Mercurio, Ed. Baile del Sol. Tenerife, 2017.
- Lo seco, Ed. Bartleby. Madrid, 2017.[13]
- Después, Colección Rayo azul. Ed. Huerga&Fierro. Madrid, 2019.
- Diario del asco (novela), Tusquets Editores. Barcelona, 2020.
- Me muero, Ed. Bartleby. Madrid 2021.
- Caballos que cantan, Ed. Isla de Siltolá. Sevilla, 2021.
- Los secundarios (novela), Tusquets Editores. Barcelona, 2022.
- Solo para amantes de las tormentas (poemas junto a Joan Masip), Ed. Baile del sol. Tenerife, 2022.
- Frío polar, Tusquets Editores. Barcelona, 2024.

## Premios y reconocimientos
- Premio Internacional de Poesía León Felipe, 2002.[14]

- Premio de Novela Café Gijón 2016.[15]
- Mejor libro de poesía en español publicado en 2024 en los Premios de la Crítica en Aragón.[16]